# Algérie, histoires à ne pas dire
Pour plus de détails, voir Fiche technique et Distribution.
Algérie, histoires à ne pas dire est un documentaire franco-algérien réalisé par Jean-Pierre Lledó, sortie en 2007.

## Synopsis
Au moment de l’Indépendance en 1962, les communautés minoritaires d’origine juive et européenne quittent l’Algérie. Quatre personnages d’origine musulmane en quête d’une vérité sur leur propre vie reviennent sur les dernières décennies de la colonisation française, les années de guerre, de 1955 à 1962. Entre haines et fraternités, ils nous font voyager dans une mémoire occultée, celle des rapports avec leurs voisins juifs et chrétiens. Ils revisitent les mythes fondateurs de l’Algérie nouvelle, mais arriveront-ils au bout de leurs propres légendes ?

## Fiche technique
- Réalisation : Jean-Pierre Lledó
- Production : Naouel Films, Mille et Une Productions
- Scénario : Jean-Pierre Lledó
- Image : Othmane Abbane
- Son : Mohamed Redha Belazougui
- Musique : Hayyet Ayad
- Montage : Kathena Attia

## Censure et accueil critique
Les autorités algériennes interdisent la diffusion dans les salles de cinéma bien qu'elles aient participé à sa production. Par ailleurs, il était prévu de présenter l'histoire de Cheikh Raymond, chanteur de la musique arabo-andalouse, d'origine juive assassiné avant l'indépendance. Mais à la suite de la campagne à l'encontre du film, le témoin qui devait présenter cet épisode a voulu que son image et ses propos soient retirés,.
Jean-Pierre Lledo évoque cette censure dans le livre Algérie, histoires à ne pas dire... Le film choc interdit en Algérie. Scénario, réactions, polémique, publié en 2011.
Mohammed Harbi a vu le film une première fois à Alger avant qu'il soit censuré. Il indique que le sujet du film « est aujourd’hui, en grande partie, occultée, maltraitée ». Toutefois, en France, et même en Algérie, certains sujets traités dans le film, commencent à être évoqués. Mohammed Harbi considère que l'intérêt du film est « de jeter un pavé dans la mare et d'inciter les Algériens à accepter de se regarder, même si le miroir qu'on leur présente est déformant »,.